# Жовтоголовий барбікан
Жовтоголовий барбікан (Stactolaema) — рід дятлоподібних птахів родини лібійних (Lybiidae). Містить 4 види.

## Поширення
Рід поширений в тропічній Африці. Барбікани мешкають у різноманітних лісах і лісистих саванах.

## Спосіб життя
Живляться комахами та плодами. Фрукти вони поїдають разом з насінням, розповсюджуючи його. На комах полюють на землі або серед дерев. Одиночні птахи. Гнізда облаштовують у дуплах або термітниках.

## Види
- Барбікан жовтоголовий (Stactolaema anchietae)
- Барбікан білогузий (Stactolaema leucotis)
- Барбікан оливковий (Stactolaema olivacea)
- Барбікан білокрилий (Stactolaema whytii)